# Llano Tugrí
Buäbitdi o Llano Tugrí es la cabecera de la Comarca Ngäbe-Buglé, ubicada en el corregimiento de Dikä, Distrito de Munä, Comarca Ngäbe Bugle. 
Durante el gobierno del presidente Juan Carlos Varela se aprobó, durante un Consejo de Gabinete realizado en Llano Tugrí, una millonaria partida para su creación con los principales ministerios del país y extensiones universitarias.
Se puede acceder a Buäbitdi desde el Distrito de Tolé y  el Distrito San Félix, Provincia de Chiriquí.